# 最も売れたWii Uのゲームタイトル一覧

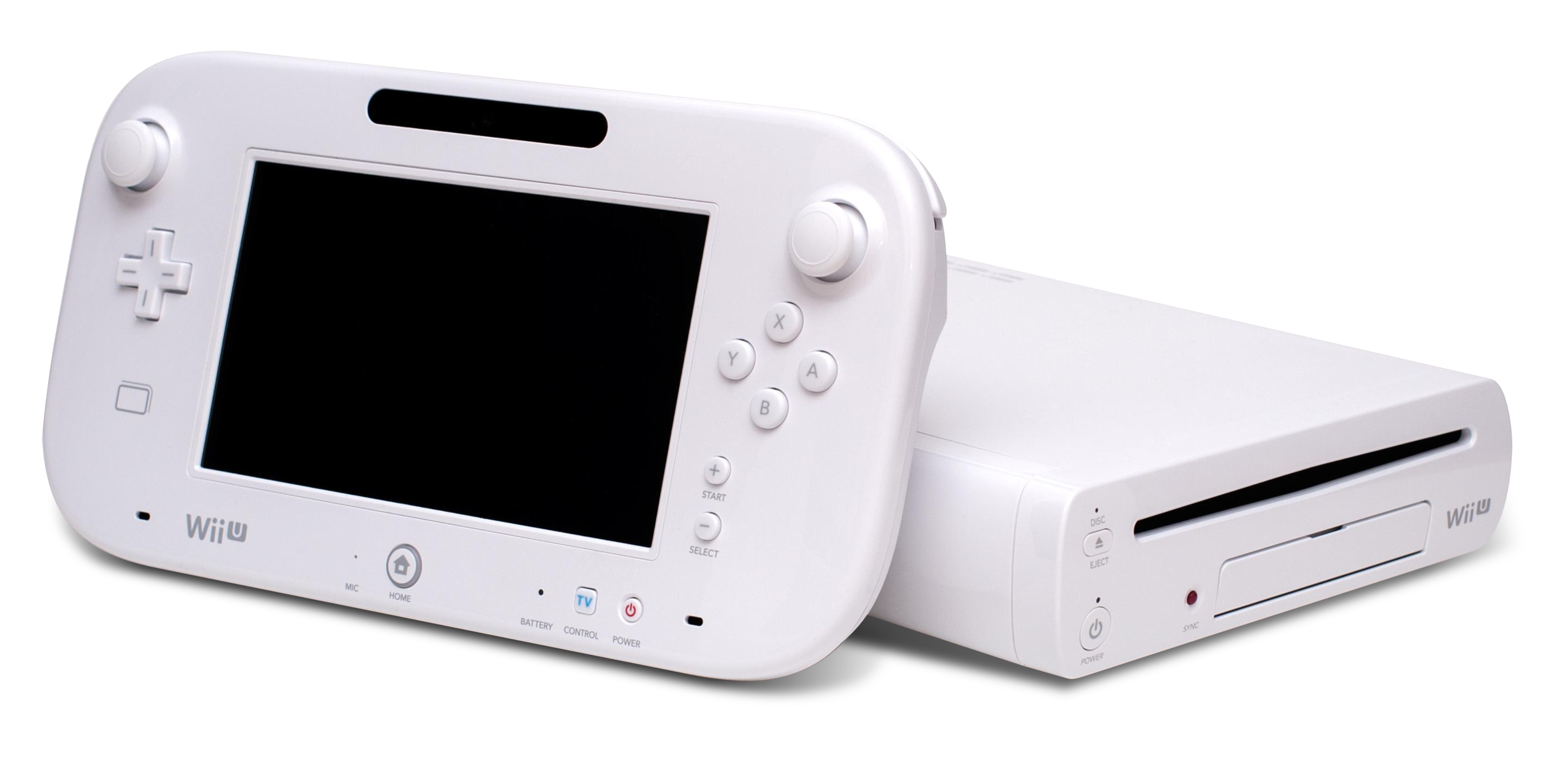
Wii U本体およびGamePad

最も売れたWii Uのゲームタイトル一覧（もっともうれたウィー ユーのゲームタイトルいちらん）では、Wii U用ゲーム機のうち、少なくとも100万本以上販売または出荷されたゲームの一覧である。Wii Uで最も売れたゲームは『マリオカート8』である。2014年5月29日に日本で初めて発売され、全世界で840万本以上を売り上げた。
この一覧には、100万本以上販売または出荷が確認されたWii U用ゲームが20本ある。そのうち14本は任天堂の社内開発部門によって開発された。全てのタイトルは、いずれかの地域で任天堂により発売された。
2024年3月31日までに、Wii U用ゲームの総販売本数は1億360万本を超えた。

## 一覧
| † | Wii U本体に同梱されていたゲーム |

| ゲーム                                 | 販売本数 | 集計日         | 発売日         | 開発会社                                          | 販売会社                          |
| -------------------------------------- | -------- | -------------- | -------------- | ------------------------------------------------- | --------------------------------- |
| マリオカート8 †                        | 846万    | 2024年3月31日  | 2014年5月29日  | 任天堂情報開発本部                                | 任天堂                            |
| スーパーマリオ 3Dワールド †            | 589万    | 2024年3月31日  | 2013年11月21日 | 任天堂情報開発本部 [ 6 ] 1-UPスタジオ [ 7 ]       | 任天堂                            |
| NewスーパーマリオブラザーズU †         | 582万    | 2024年3月31日  | 2012年11月18日 | 任天堂情報開発本部                                | 任天堂                            |
| 大乱闘スマッシュブラザーズ for Wii U † | 538万    | 2024年3月31日  | 2014年11月21日 | ソラ バンダイナムコエンターテインメント [ 8 ]     | 任天堂                            |
| Nintendo Land †                        | 521万    | 2024年3月31日  | 2012年11月18日 | 任天堂情報開発本部                                | 任天堂                            |
| スプラトゥーン †                       | 495万    | 2024年3月31日  | 2015年5月28日  | 任天堂情報開発本部                                | 任天堂                            |
| スーパーマリオメーカー †               | 402万    | 2024年3月31日  | 2015年9月11日  | 任天堂情報開発本部                                | 任天堂                            |
| New スーパールイージ U †               | 307万    | 2024年3月31日  | 2013年6月19日  | 任天堂情報開発本部                                | 任天堂                            |
| ゼルダの伝説 風のタクトHD †            | 237万    | 2024年3月31日  | 2013年9月20日  | 任天堂情報開発本部                                | 任天堂                            |
| マリオパーティ10                       | 227万    | 2024年3月31日  | 2015年3月12日  | エヌディーキューブ 任天堂ソフトウェア企画開発本部 | 任天堂                            |
| ドンキーコング トロピカルフリーズ      | 202万    | 2020年12月31日 | 2014年2月21日  | レトロスタジオ                                    | 任天堂                            |
| Wii Party U †                          | 179万    | 2020年12月31日 | 2013年10月25日 | エヌディーキューブ 任天堂ソフトウェア企画開発本部 | 任天堂                            |
| ゼルダの伝説 ブレス オブ ザ ワイルド   | 170万    | 2020年12月31日 | 2017年3月3日   | 任天堂企画制作本部                                | 任天堂                            |
| ヨッシーウールワールド                 | 157万    | 2020年12月31日 | 2015年6月25日  | グッド・フィール                                  | 任天堂                            |
| 進め!キノピオ隊長                      | 137万    | 2020年12月31日 | 2014年11月13日 | 任天堂情報開発本部                                | 任天堂                            |
| ピクミン3                              | 128万    | 2022年12月31日 | 2013年7月13日  | 任天堂情報開発本部                                | 任天堂                            |
| ゼルダの伝説 トワイライトプリンセスHD  | 117万    | 2022年12月31日 | 2016年3月4日   | タンタラス・メディア                              | 任天堂                            |
| レゴシティ アンダーカバー              | 115万    | 2022年12月31日 | 2013年3月18日  | TTフュージョン                                    | 任天堂                            |
| ゼルダ無双                             | 100万    | 2015年1月27日  | 2014年8月14日  | オメガフォース Team NINJA                         | 日本: コーエーテクモ 世界: 任天堂 |
| ポッ拳 POKKÉN TOURNAMENT †             | 100万    | 2016年8月18日  | 2016年3月18日  | バンダイナムコスタジオ                            | 日本: ポケモン 世界: 任天堂       |